# Gästgivarsgrund
Gästgivarsgrund är en ö i Finland. Den ligger i Norra kvarken och i kommunen Malax i den ekonomiska regionen  Vasa i landskapet Österbotten, i den västra delen av landet. Ön ligger omkring 40 kilometer väster om Vasa och omkring 390 kilometer nordväst om Helsingfors.
Öns area är 1,1 hektar och dess största längd är 170 meter i sydväst-nordöstlig riktning.